# Coccoina

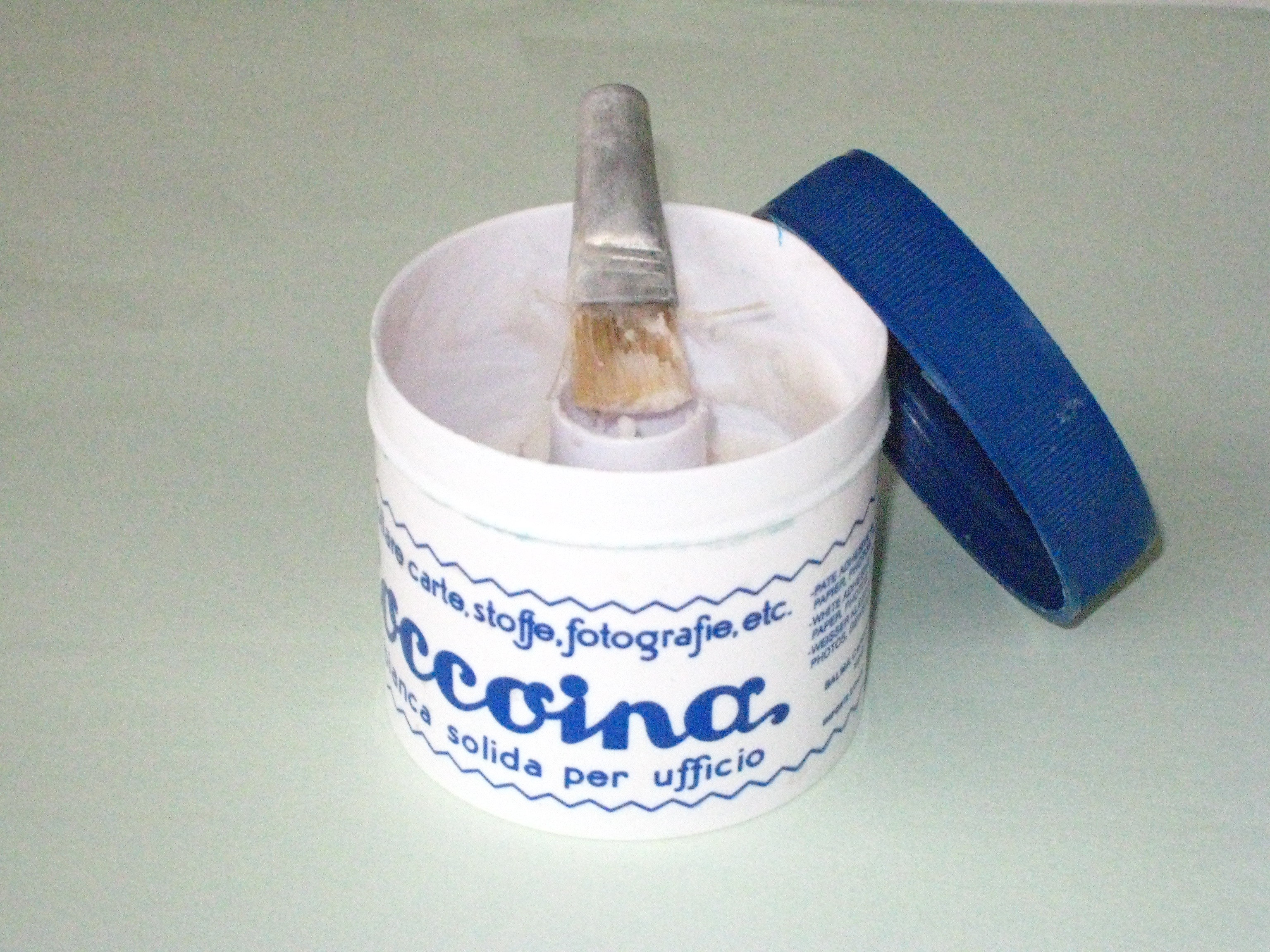
Coccoina in un barattolo di plastica che riproduce la vecchia confezione in alluminio.

La Coccoina è una colla bianca in pasta per la scuola, per l'ufficio e per utilizzo fotografico, a base di destrina di fecola di patate, acqua e profumata con olio di mandorla, prodotta e commercializzata dall'azienda Balma, Capoduri & C. s.p.a. di Voghera (PV).

## Descrizione
Riconoscibile dal profumo e dalla caratteristica confezione in alluminio, contraddistinta dalla presenza di un alloggiamento centrale che accoglie il pennellino utilizzato per stendere la colla, la linea di prodotti a marchio Coccoina si è sviluppata nel tempo fino a comprendere diversi formati di colla liquida, stick e vinilica.

## Storia
Nel 1927, l'azienda Balma, Capoduri & C., già presente nel settore degli articoli di cancelleria con le cucitrici e i punti metallici ZENITH, decise di avviare la produzione di una pasta adesiva bianca da ufficio. 
L'idea della produzione della Coccoina venne all'imprenditore Aldo Balma cuocendo a bagnomaria la fecola di patate e acqua, aggiungendo poi glicerina e olio di mandorla, poi dopo averla versata nei barattoli di alluminio riposava un mese prima di essere venduta.
Il marchio Coccoina si impose rapidamente sul mercato, riscontrando il favore del pubblico per la facilità di utilizzo e per la profumazione alla mandorla che sarebbe poi diventata una caratteristica comune a tutte le colle Coccoina.
Intorno agli anni ottanta la gamma Coccoina iniziò ad ampliarsi: nel 1984 venne lanciata Coccoina 84, una formulazione di colla liquida a base di alcol polivinilico, contraddistinta anch'essa dalla profumazione alla mandorla.
Nel 2006 fu la volta di Coccoina stick, una formulazione di colla in stick a base di polivinilpirrolidone lavabile con acqua. Infine, nel 2014 venne introdotta sul mercato Coccoina Mia, la colla vinilica a marchio Coccoina, che si distingue dalle dirette concorrenti per l'originalità del formato, un tubetto di ridotte dimensioni.

## Informazioni sulla produzione
L'intero ciclo di produzione delle colle a marchio Coccoina si svolge all'interno della fabbrica della Balma, Capoduri & C.: l'azienda produce in proprio anche i tipici barattolini in alluminio della colla in pasta, insieme ai pennellini. Le colle Coccoina vengono prodotte senza solventi, secondo la politica aziendale che prevede il rigido rispetto dei parametri posti dalle normative ambientali.

## Diffusione all'estero
I prodotti a marchio Coccoina, particolarmente la pasta adesiva in barattolo, hanno conosciuto in tempi recenti un buon successo sui principali mercati esteri, come quello giapponese e quello americano, riscontrando l'apprezzamento dei consumatori grazie alla composizione naturale della colla e all'estetica vintage della confezione.

## Colle Coccoina
- colla in pasta: in barattoli da 50 g a 5 kg
- colla liquida: in tubetto 25 g a 100 g e in flacone da 1 kg
- colla vinilica bianca: in tubetto da 50 g e in flacone da 1 kg
- colle stick: 10, 20 e 40 g